# Amstel Gold Race 1978

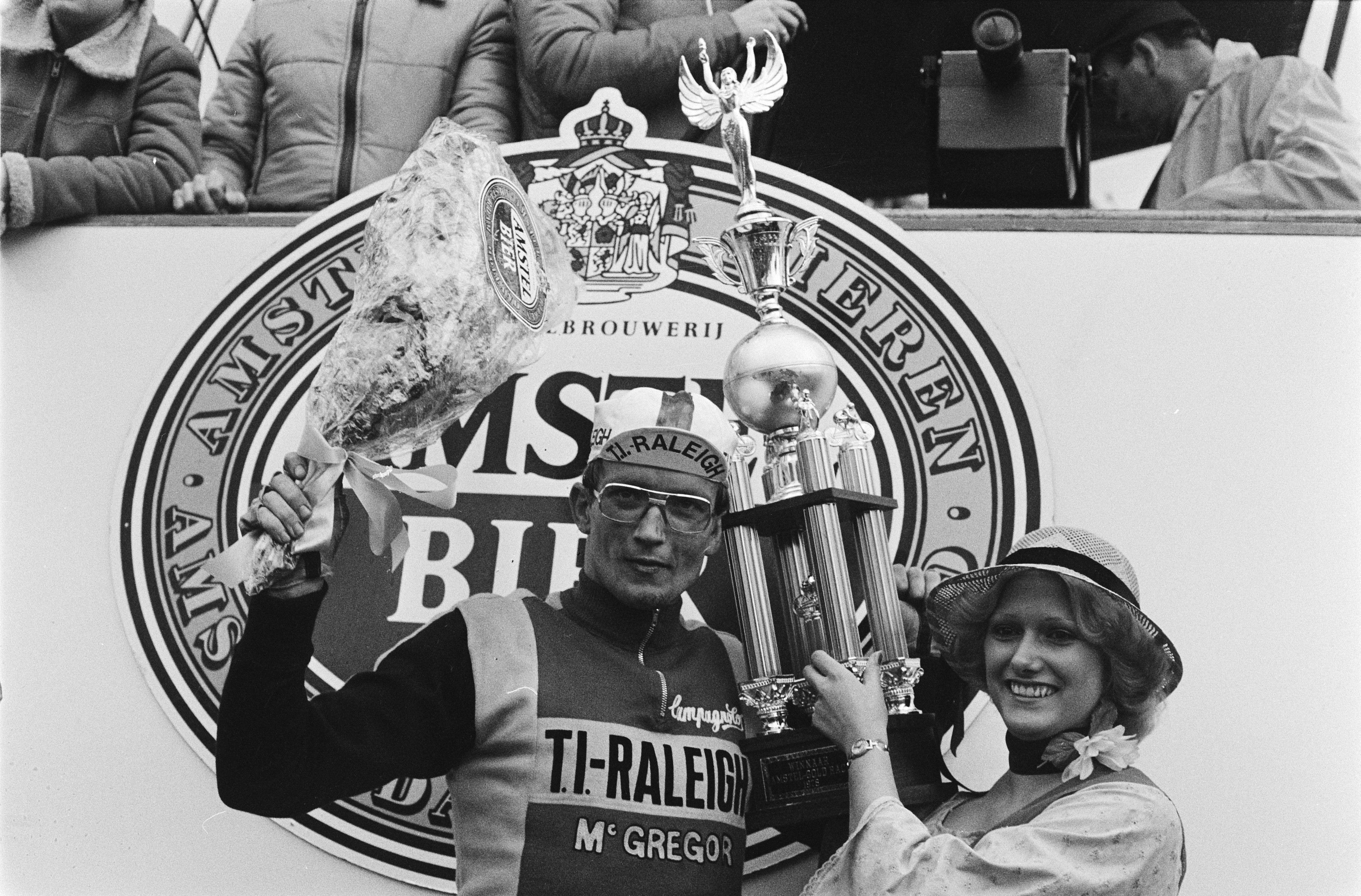
Amstel Gold Race

L'Amstel Gold Race 1978 fou la 13a edició de l'Amstel Gold Race. La cursa es disputà el 25 de març de 1978, sent el vencedor final el neerlandès Jan Raas, que s'imposà en solitari en la meta de Meerssen. Aquesta fou la segona consecutiva de Jan Raas en aquesta competició.
138 ciclistes hi van prendre part, acabant la cursa 32 d'ells.

## Classificació final
|    | Ciclista         | Equip                   | Temps      |
| -- | ---------------- | ----------------------- | ---------- |
| 1  | Jan Raas         | TI-Raleigh              | 6h 05' 03" |
| 2  | Francesco Moser  | Sanson-Campagnolo       | + 1' 16"   |
| 3  | Joop Zoetemelk   | Miko-Mercier-Hutchinson | m. t.      |
| 4  | Freddy Maertens  | Flandria-Velda-Lano     | m. t.      |
| 5  | Hennie Kuiper    | TI-Raleigh              | m. t.      |
| 6  | Gerrie Knetemann | TI-Raleigh              | + 4' 02"   |
| 7  | Gregor Braun     | Peugeot-Esso-Michelin   | m. t.      |
| 8  | Leo van Vliet    | Miko-Mercier-Hutchinson | + 4' 36"   |
| 9  | Dietrich Thurau  | Ijsboerke-Gios          | + 5' 04"   |
| 10 | Bernard Bourreau | Peugeot-Esso-Michelin   | m. t.      |